# Schillingen
Schillingen település Németországban, Rajna-vidék-Pfalz tartományban. Lakosainak száma 1206 fő (2023. december 31.).

## Népesség
A település népességének változása:
| Lakosok száma | 1237 | 1203 | 1193 | 1192 | 1233 | 1206 |
|               | 1975 | 2017 | 2019 | 2021 | 2022 | 2023 |